# Hechos de Pedro
Los Hechos de Pedro es el título de uno de los primeros libros apócrifos acerca de los hechos de los apóstoles. La mayor parte del texto ha sobrevivido solo en su traducción al latín de un manuscrito hallado en Vercelli (Codex Vercellensis). Es principalmente notable debido a que describe una competencia de milagros entre san Pedro y Simón el Mago; así como por ser el primer registro acerca de la tradición de que San Pedro fue crucificado cabeza abajo.
Los Hechos de Pedro fueron escritos originalmente en griego durante la segunda mitad del siglo II, probablemente en Asia Menor. Los consensos entre académicos apuntan que podría estar basado en los Hechos de Juan, y tradicionalmente ambas obras son atribuidas a Leucio Carino, a quien Epifanio identifica como el compañero de Juan.
En el texto Pedro hace algunos milagros como la resurrección de un pescado ahumado, y hacer hablar a los perros. El texto condena a Simón el Mago, una figura asociada con el gnosticismo, quien parece haber consternado al autor.
Concluye describiendo el martirio de Pedro como una crucifixión de cabeza, una tradición que es atestiguada por primera vez en esta obra. Estos capítulos finales están preservados de forma separada como El Martirio de Pedro en los manuscritos griegos y en las versiones coptas (fragmentos), siriaca, ge'ez, arábica, armenia y eslava. Por esta razón, algunas veces se propone que la explicación del martirio fue el texto precedente con el cual los capítulos anteriores fueron sellados.